# Weasels Ripped My Flesh
Weasels Ripped My Flesh ist ein Musikalbum von den Mothers of Invention.
Das Album erschien 1970 auf Bizarre Records und besteht, wie das Vorgängeralbum Burnt Weeny Sandwich, aus Aufnahmen aus den vorherigen Jahren. Zum Zeitpunkt der Veröffentlichung hatte Zappa die Besetzung der Mothers of Invention fast vollständig ausgetauscht. Das Album ist eine Sammlung von symphonischen- und Avantgarde-Stücken, die mit mehreren Blues- und Rocksingles abgerundet werden. Die Stücke sind teilweise akustische Experimente, der Titel The Eric Dolphy Memorial Barbecue ist „nah am Hardcore-Jazz“.

## Titelliste
Alle Titel sind von Frank Zappa komponiert.
1. Didja Get Any Onya? – 6:51
2. Directly From My Heart To You (Penniman) – 5:16
3. Prelude to the Afternoon of a Sexually Aroused Gas Mask – 3:48
4. Toads of the Short Forest – 4:48
5. Get a Little – 2:31
6. The Eric Dolphy Memorial Barbecue – 6:52
7. Dwarf Nebula Processional March & Dwarf Nebula – 2:12
8. My Guitar Wants To Kill Your Mama – 3:32
9. Oh No – 1:45
10. The Orange County Lumber Truck – 3:21
11. Weasels Ripped My Flesh – 2:08

## Chartplatzierungen
Die Langspielplatte erschien am 10. September 1970 in den USA auf Bizarre Records, weltweit wurde sie von Reprise Records vertrieben. Sie erreichte in den Billboard-Charts Platz 189.
In Deutschland erschien das Album auch in Kombination mit Burnt Weeny Sandwich als Doppelalbum. Nachdem das Album lange vergriffen war, wurde es am 4. November 1986 in der Reihe The Old Masters von Barking Pumpkin Records erneut herausgegeben. 1990 erschien das Album auf CD, bei den Labeln Rykodisc (USA), Zappa Records (Europa) und Vack (Asien). Eine Neuauflage mit restauriertem Cover erfolgte 1995 auf Rykodisc.

## Rezeption
Der Musikkritiker Mike Fish sieht in Weasels Ripped My Flesh „nicht mehr als den Verschnitt und die losen Enden von Zappas Werkbank der vorigen drei Jahre“. Die Musik decke die aberwitzigsten und ernsthaftesten Aspekte der Mothers of Invention ab, oft in „haarsträubender Nebeneinanderstellung“. Er schließt mit „It rocks!“ Der Anglist Kelly Fisher Lowe bewertet das Album als eines, bei dem wiederholtes und sorgfältiges Hören belohnt wird. Es sei, gemeinsam mit Burnt Weeny Sandwich der Schwanengesang der Mothers-Originalbesetzung und werde deswegen auch in der Retrospektive von vielen Fans geliebt. Für längere Zeit stellten die Alben Zappas weitestgehende und experimentellste Arbeit dar.